# Gianantonio Guardi
Pour les articles homonymes, voir Guardi.
Gianantonio Guardi ou Giovanni Antonio Guardi, né à Vienne le 27 mai 1699 et mort à Venise le 22 janvier 1760, est un peintre italien du XVIIIe siècle. Il est le fils du peintre Domenico Guardi.

## Biographie
Gianantonio Guardi fréquente d'abord l'atelier de son père Domenico avant de se mettre en 1716 à l'école de Pittoni.
À la mort du père, en tant qu'aîné, il prend la direction de l'atelier et dirige ses frères, Nicolo Guardi et Francesco Guardi.
Ils collaborèrent à la réalisation de plusieurs œuvres à caractère religieux.
De 1730 à 1745, sur commande de Johann Matthias von der Schulenburg, militaire autrichien et grand collectionneur d'art, il exécute de nombreuses copies de portraits de dirigeants européens et de tableaux de maîtres vénitiens du passé.
Actif essentiellement à Venise, il fut un des premiers membres de l'Académie nouvellement fondée où il entra en 1756 comme peintre de figures, sûrement grâce à l'intervention de son beau-frère Giambattista Tiepolo, marié avec sa sœur Cecilia.
Francesco Casanova fut un de ses élèves.

## Œuvre
Son style, à effets décoratifs, révèle l’influence de Giovanni Battista Piazzetta par ses couleurs lumineuses et celle de Sebastiano Ricci dans la fine technique du trait.
- Remise de la bague au Doge Bartolomeo Gradenigo (1738-1740), huile sur toile, 196 × 145 cm, Ca' Rezzonico, Venise[2]
- Le Christ apparaissant aux Pèlerins d’Emmaüs, huile sur toile, 350 × 170 cm, signé en haut à gauche: Gio Antonio Guardi Les Andelys, collégiale Notre-Dame.

Provenance : Le tableau a été découvert en 1994 dans une chapelle vouée au culte protestant située aux Andelys. Cette chapelle dite  La Chapelle de la soie était dans l'enceinte de la manufacture textile, La Soie fondée par Jean-Baptiste Hamelin. Avant la destruction de l’édifice, dans les années 1990, la toile y fut décrochée. Après expertise, elle fut attribuée à Gian Antonio Guardi par Pierre Rosenberg et déposée dans la collégiale N.D. des Andelys, puis fit partie de l'exposition Le siècle de Tiepolo, 2001-2003, présentée au musée des Beaux-arts de  Lille et au musée des Beaux-arts de Lyon, n° 34 du catalogue, notice par Nathalie Volle. Par la suite, pour des raisons de sécurité, elle fut déposée à son emplacement actuel.
- Histoire de Tobie (1750-1755), huiles et détrempes sur toile, parapet de l'orgue de l'Église dell'Angelo Raffaele[3]
  - Le Départ de Tobie, 80 × 91 cm
  - Le Mariage de Tobie et de Sarah, 80 × 342 cm
  - Tobie guérit son père, 80 × 140 cm
- Herminie et Vafrin rencontrent Tancrède blessé (1750-1755), huile sur toile, 250 × 261 cm, Gallerie dell'Accademia de Venise[3]

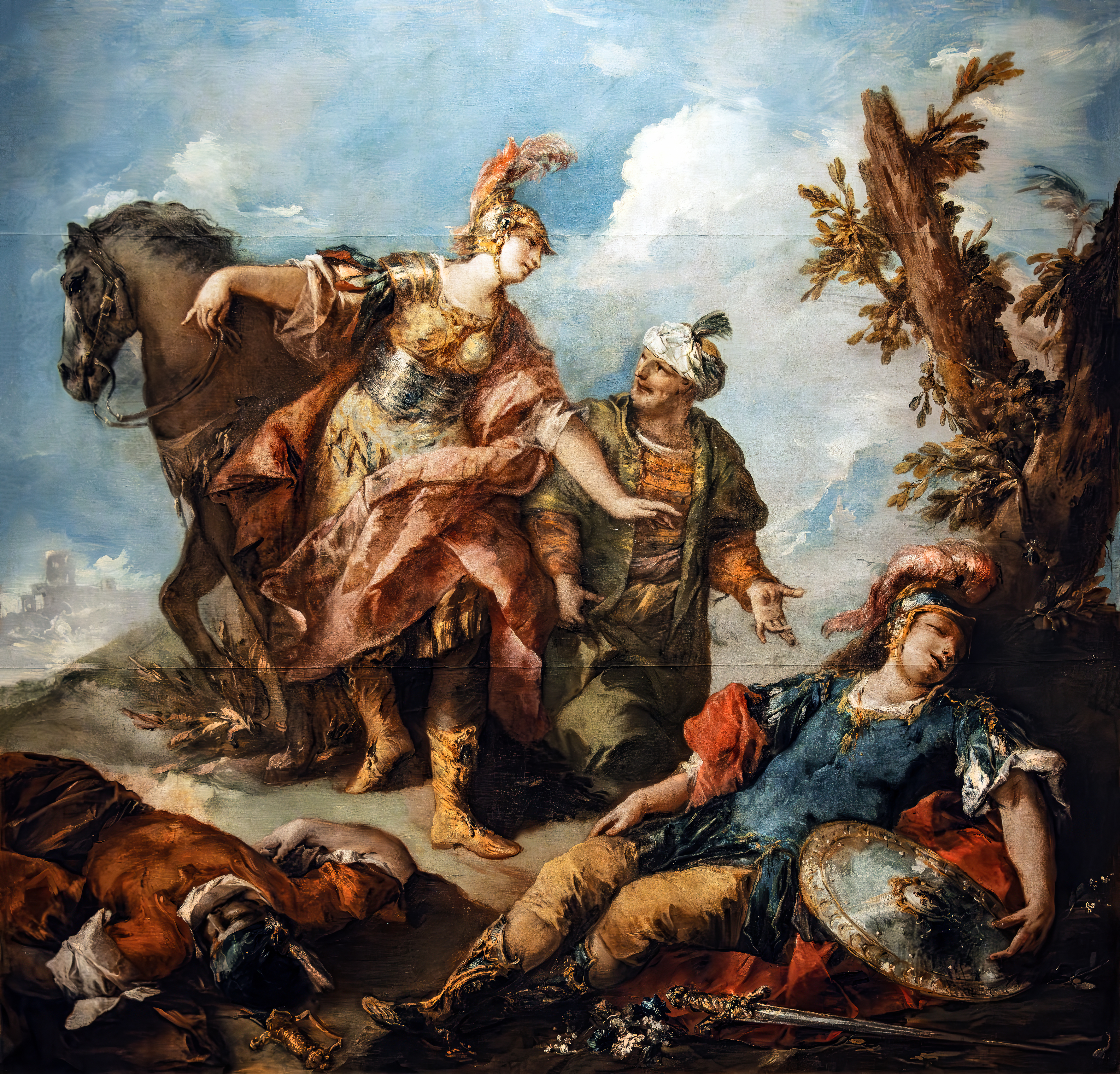
Erminie et Vafrino trouvent Tancrède blessé Galeries de l'Académie de Venise.
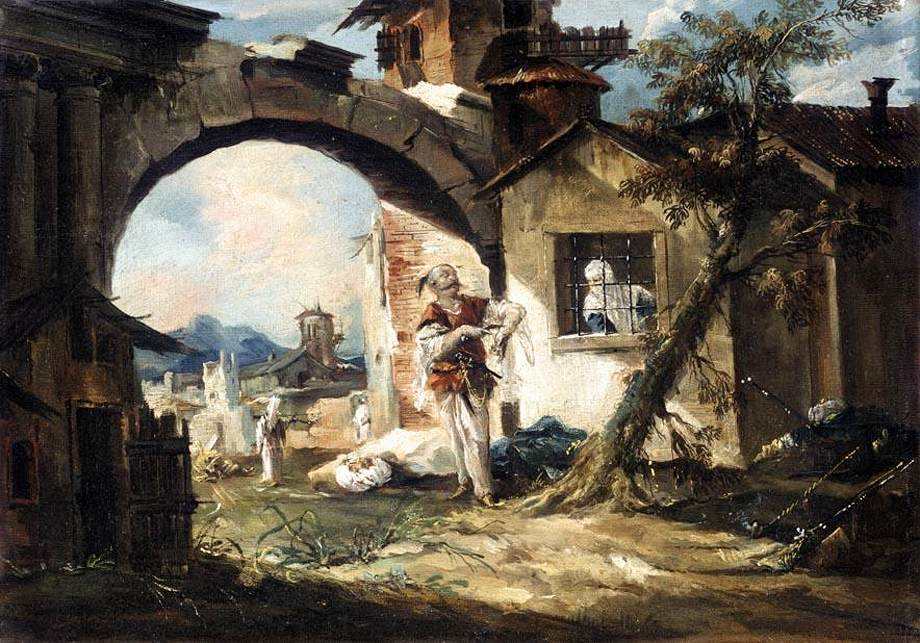
Le Turc amoureux, 1742~1743, huile sur toile, 46 × 64 cm
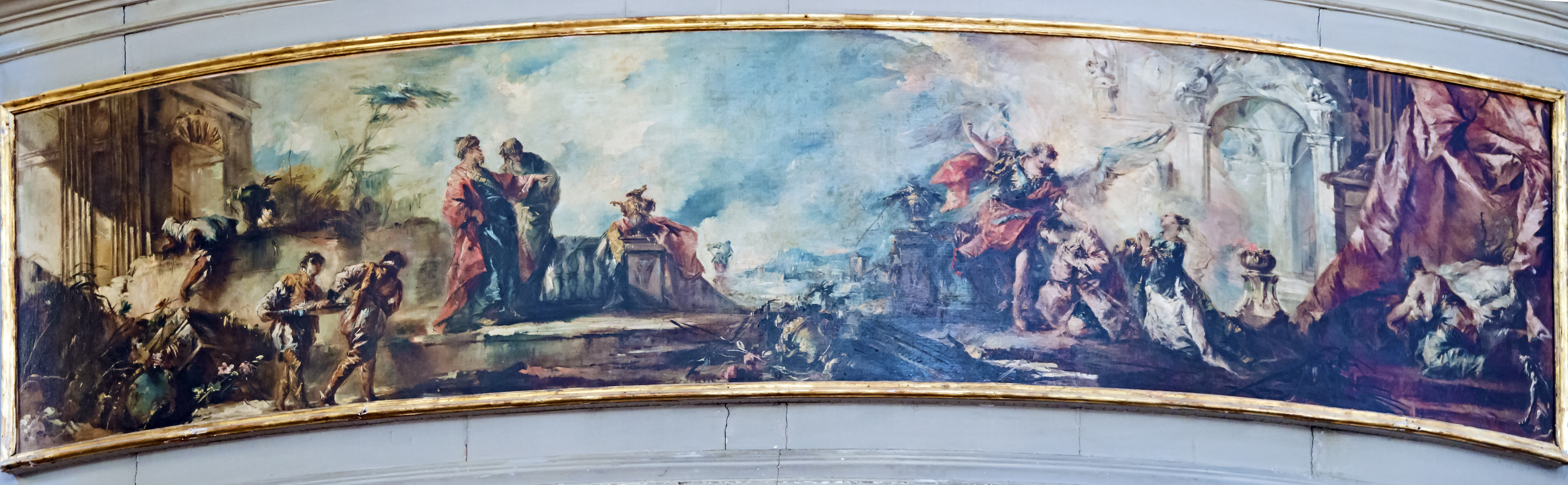
Le mariage de Tobias, 1750  Église dell'Angelo Raffaele
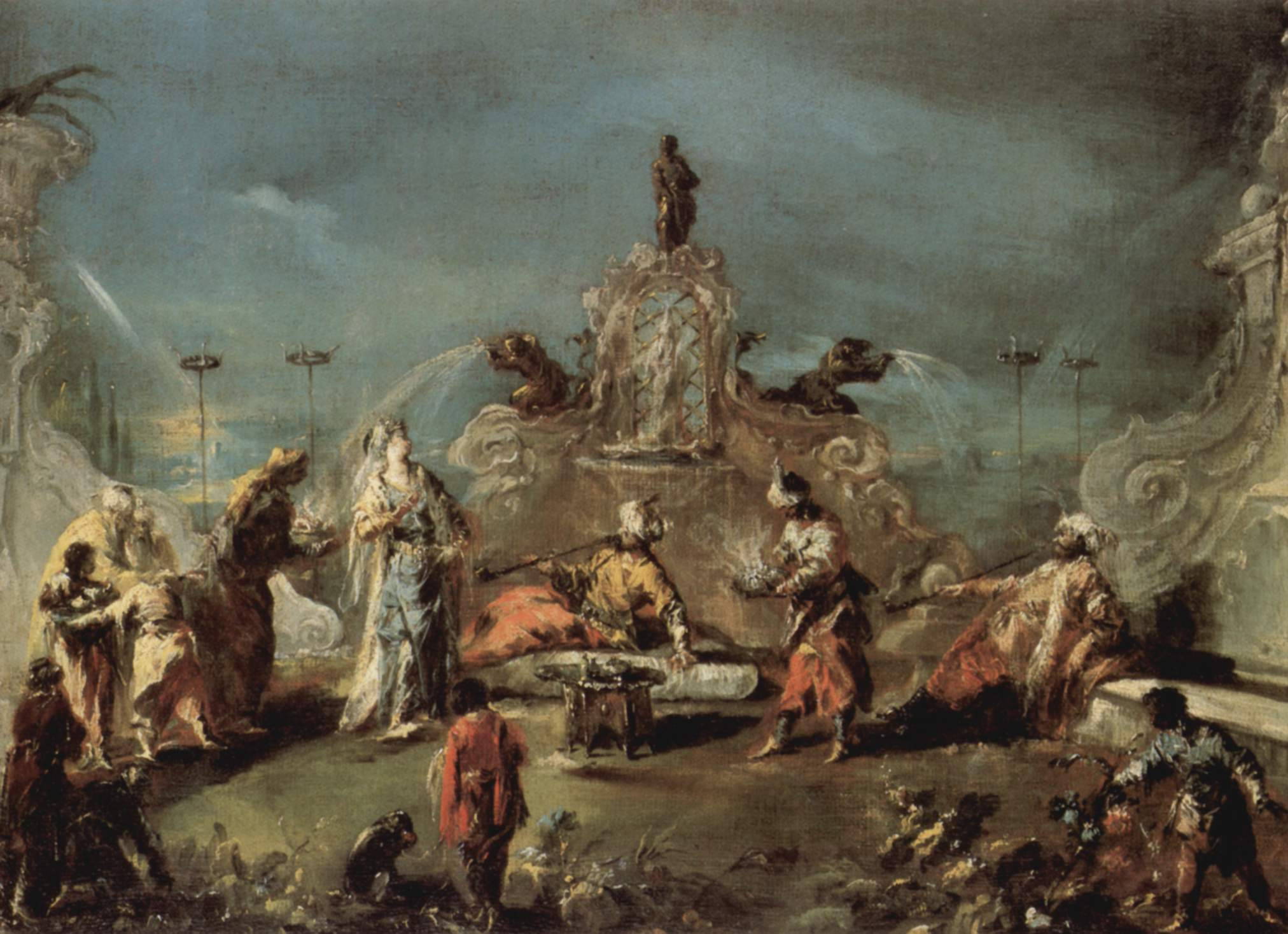
Scène de jardin et sérails, 1742-1743, huile sur toile, 46,5 × 64 cm
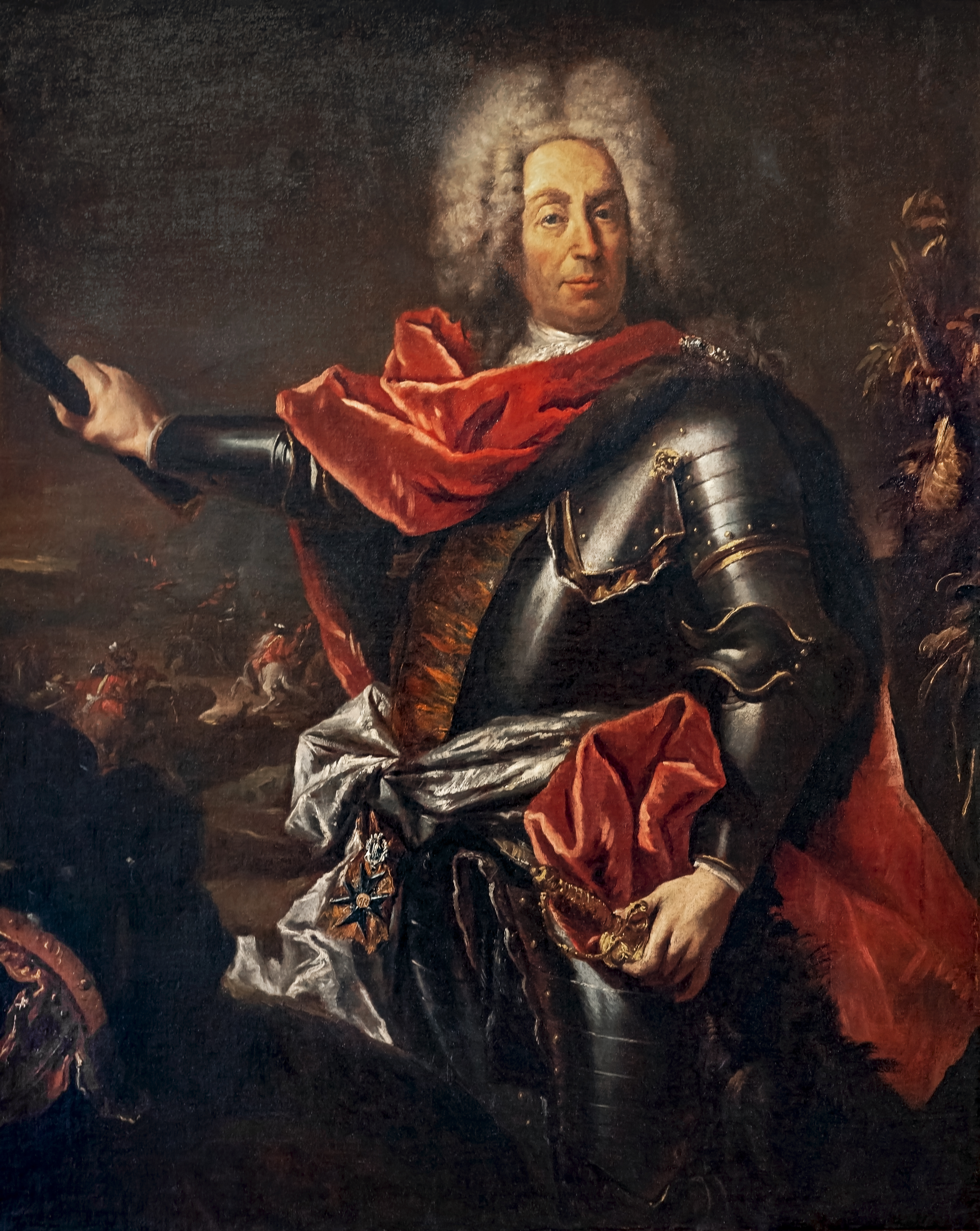
Portrait de Matthias von der Schulenburg Ca' Rezzonico Venise
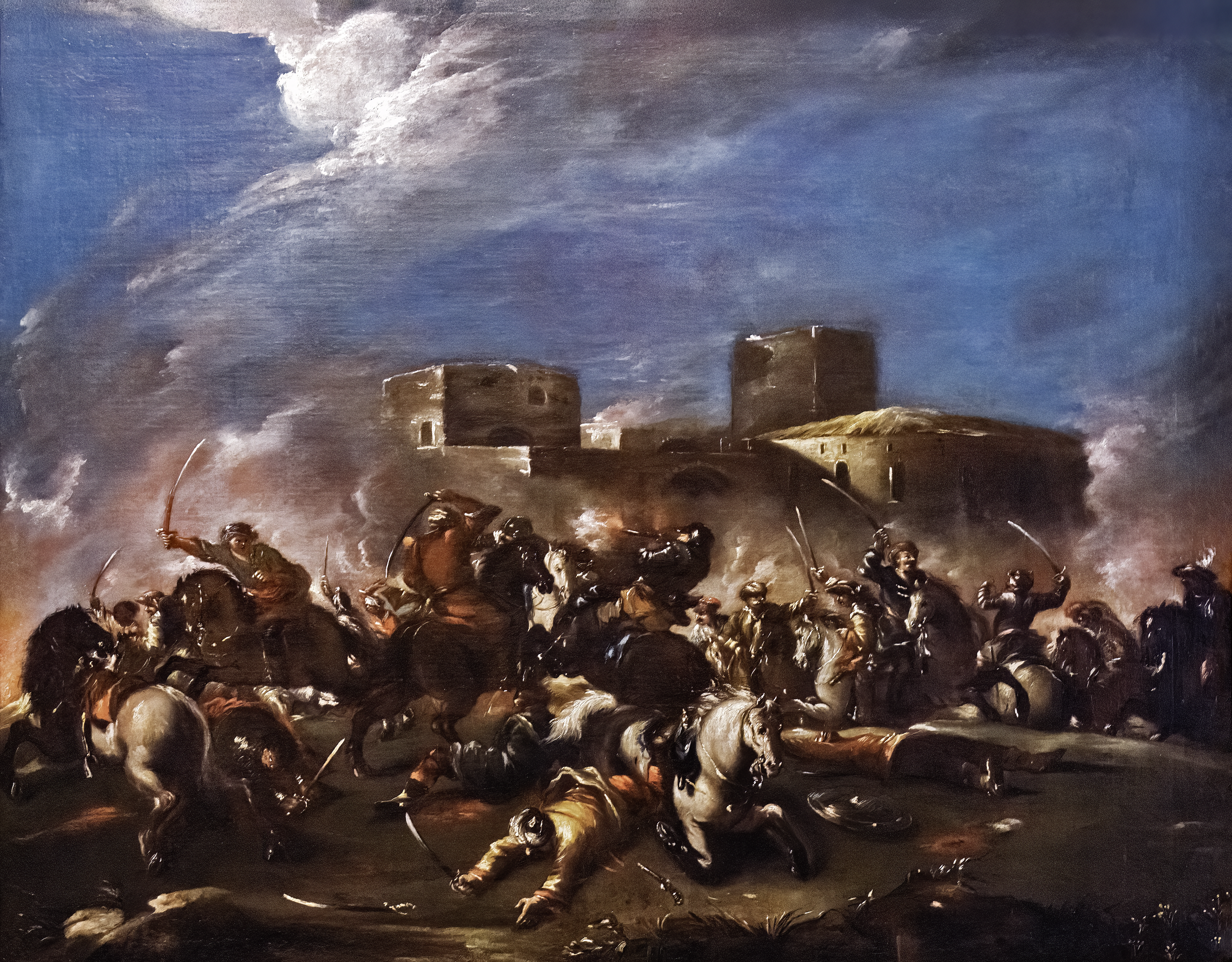
Scène de bataille Ca' Rezzonico Venise
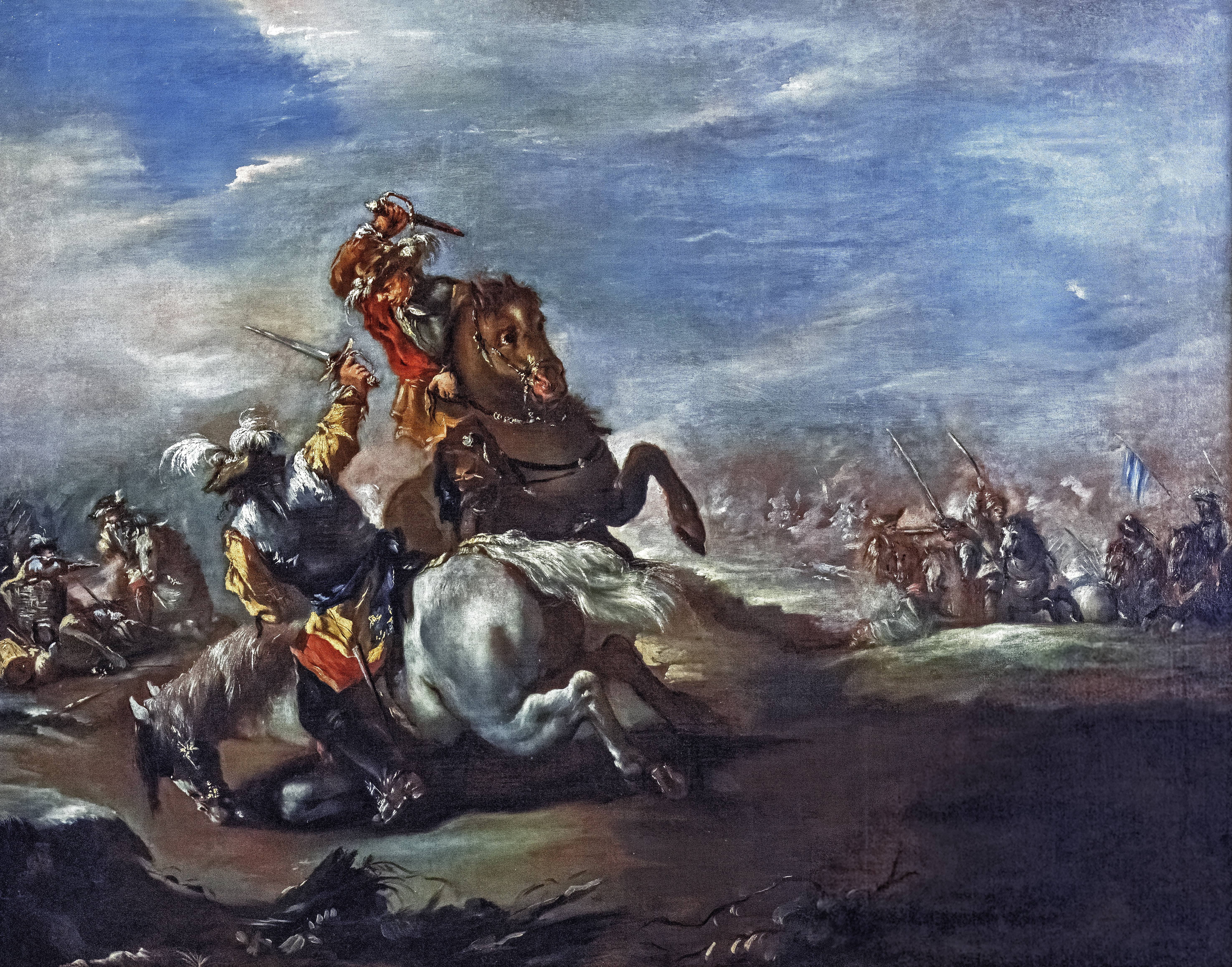
Duel entre cavaliers Ca' Rezzonico Venise